# Bislan Sajdalijewitsch Gantamirow
Bislan Sajdalijewitsch Gantamirow (russisch Бислан Сайдалиевич Гантамиров; * 22. April 1963 im Dorf Gechi, Urus-Martanowski Rajon, Tschetscheno-Inguschetien, RSFSR, UdSSR) ist ein ehemaliger tschetschenischer Politiker und Staatsmann.

## Werdegang
Gantamirow ist Absolvent der Technischen Hochschule Rostow am Don und der Stawropoler Niederlassung der heutigen Moskauer Staatlichen Juristischen O-J.Kutafin-Universität. In den Jahren 1984–1987 arbeitete er in den Dienststellen des tschetschenischen Innenministeriums.
Im November 1991 wurde er zum Bürgermeister und im Oktober 1992 zum Vorsitzenden der Stadtverwaltung von Grosny. Ab April 1993 stand er in Opposition zur Regierung von Dschochar Dudajew, weil er die Öleinnahmen mit Gantamirow nicht teilen wollte. Daraufhin gründete der Letztere den sogenannten „Provisorischen Rat der Tschetschenischen Republik“, der Tschetschenien als Teil der Russischen Föderation anerkannte.
Im Ersten Tschetschenienkrieg kämpfte Gantamirow an der Seite des Kreml und wurde insgesamt viermal verletzt. Im November 1995 wurde er zum stellvertretenden Premierminister der tschetschenischen Regierung berufen.
Im Mai 1996 wurde Gantamirow unter dem Vorwurf festgenommen, 25 Milliarden Rubel, die vom Kreml für den Wiederaufbau Tschetscheniens bereitgestellt wurden, veruntreut zu haben. Er wurde zu 6 Jahren Haft verurteilt, jedoch anderthalb Jahre später von Boris Jelzin begnadigt. Nach der Freilassung kehrte er wieder in die Politik zurück und wurde im November 1999 zum Vorsitzenden des Staatsrates von Tschetschenien ernannt.
Im Oktober 2000 wurde Gantamirow erneut zum Bürgermeister von Gorsny. Vom Februar 2002 bis September 2003 bekleidete er die Position des stellvertretenden Ministerpräsidenten und des Ministers für Information und Presseangelegenheiten von Tschetschenischen unter Achmat Kadyrow.
Nach dem Tod von Kadyrow wurde er Mitglied der Partei Rodina und wollte an den Parlamentswahlen in Tschetschenien 2005 teilnehmen. Im Vorfeld der Wahlen wurde er jedoch von der Parteiliste gestrichen. Nach dem Ausschluss verabschiedete sich Gantamirow von der Politik.